# Roger Carour
Roger Carour, né le 10 octobre 1910 à Lorient et mort le 13 mars 1998 au Vésinet, est un haut fonctionnaire et industriel français. 

## Carrière
Il fut sous-directeur au ministère des Finances, chef de cabinet puis directeur adjoint du cabinet du ministre des Travaux publics, directeur adjoint du cabinet du ministre de l'Intérieur de 1945 à 1948, préfet en service détaché, directeur général des Messageries maritimes en 1948, président de la Air Polynésie de 1955 à 1975, président directeur général de la Société commerciale transocéanique de conteneurs (SCTC) de 1970 à 1973 et de la Compagnie de navigation d'Orbigny de 1972 à 1975, président des Messageries maritimes de 1972 à 1974 et vice-président de la Compagnie générale transatlantique de 1974 à 1975.

## Décorations
- Commandeur de la Légion d'honneur
- Officier de l'ordre du Mérite maritime au titre de « directeur général des Messageries maritimes » (1959)[3]

## Ouvrages
- Sur les routes de la Mer avec les Messageries maritimes (1968)